# Rick Fitts
Rick Fitts (...) è un attore statunitense noto per aver interpretato l'uomo d'affari Martin Jackson nella soap opera Generations..

## Filmografia parziale
- Lou Grant – serie TV, un episodio (1980)
- Il mio amico Arnold (Diff'rent Strokes) – serie TV, un episodio (1981)
- Strike Force – serie TV, un episodio (1981)
- La terza guerra mondiale (World War III) – serie TV, 2 episodi (1982)
- L'albero delle mele (The Facts of Life) – serie TV, un episodio (1982)
- T.J. Hooker – serie TV, un episodio (1982)
- Supercar (Knight Rider) – serie TV, un episodio (1982)
- Lui, lei e gli altri (It Takes Two) – serie TV, un episodio (1982)
- Benson – serie TV, 2 episodi (1982-1983)
- Simon & Simon – serie TV, un episodio (1983)
- California (Knots Landing) – serie TV, un episodio (1983)
- Hardcastle & McCormick – serie TV, 3 episodi (1983-1985)
- A-Team – serie TV, 2 episodi (1983-1986)
- La piccola grande Nell (Gimme a Break!) – serie TV, 4 episodi (1983-1986)
- Tre per tre (Three's a Crowd) – serie TV, un episodio (1984)
- Hunter – serie TV, 3 episodi (1984-1985)
- Santa Barbara – serie TV, 3 episodi (1984-1988)
- Moonlighting – serie TV, un episodio (1985)
- Dynasty – serie TV, 2 episodi (1985-1986)
- Hill Street giorno e notte (Hill Street Blues) – serie TV, un episodio (1986)
- Amen – serie TV, un episodio (1986)
- Top Secret – serie TV, un episodio (1986)
- 227 – serie TV, un episodio (1986)
- Due come noi (Jake and the Fatman) – serie TV, un episodio (1987)
- Platoon Leader, regia di Aaron Norris (1988)
- Generations – serie TV, 120 episodi (1989-1991)
- Over My Dead Body – serie TV, 11 episodi (1990-1991)
- Star Trek: The Next Generation – serie TV, un episodio (1992)
- Get a Life – serie TV, un episodio (1992)
- Mr. Cooper (Hangin' with Mr. Cooper) – serie TV, un episodio (1993)
- Lois & Clark - Le nuove avventure di Superman (Lois & Clark: The New Adventures of Superman) – serie TV, un episodio (1994)
- Willy, il principe di Bel-Air (The Fresh Prince of Bel-Air) – serie TV, un episodio (1994)
- Due poliziotti a Palm Beach (Silk Stalkings) – serie TV, un episodio (1994)
- The Sinbad Show – serie TV, un episodio (1994)
- SeaQuest - Odissea negli abissi (SeaQuest DSV) – serie TV, un episodio (1994)
- Cinque in famiglia (Party of Five) – serie TV, un episodio (1994)
- Seinfeld – serie TV, un episodio (1994)
- Ellen – serie TV, un episodio (1995)
- Deadly Games – serie TV, un episodio (1995)
- Quell'uragano di papà (Home Improvement) – serie TV, un episodio (1996)
- Moesha – serie TV, un episodio (1996)
- Hey Arnold! – serie TV, 7 episodi (1996-2002)
- Pappa e ciccia (Roseanne) – serie TV, un episodio (1997)
- Chicago Hope – serie TV, un episodio (1997)
- Gli specialisti (Soldier of Fortune, Inc.) – serie TV, un episodio (1997)
- Un detective in corsia (Diagnosis: Murder) – serie TV, un episodio (1997)
- Star Trek: Voyager – serie TV, un episodio (1997)
- Jarod il camaleonte (The Pretender) – serie TV, un episodio (1997)
- USA High – serie TV, un episodio (1998)
- Una fortuna da cani (You Lucky Dog), regia di Paul Schneider – film TV (1998)
- Friends – serie TV, un episodio (1999)
- Un trofeo per Justin (Miracle in Lane 2), regia di Greg Beeman – film TV (2000)
- Popular – serie TV, un episodio (2001)
- Beautiful (The Bold and the Beautiful) – serie TV, 8 episodi (2001)
- Girlfriends – serie TV, un episodio (2002)
- Crossing Jordan – serie TV, un episodio (2002)
- The Guardian – serie TV, un episodio (2002)
- Frasier – serie TV, un episodio (2002)
- Strepitose Parkers (The Parkers) – serie TV, un episodio (2003)
- American Dreams – serie TV, un episodio (2004)
- NYPD - New York Police Department (NYPD Blue) – serie TV, un episodio (2004)
- Reba – serie TV, un episodio (2005)
- Joan of Arcadia – serie TV, un episodio (2005)
- Joey – serie TV, un episodio (2005)
- Zack e Cody al Grand Hotel (The Suite Life of Zack and Cody) – serie TV, un episodio (2005)
- Nip/Tuck – serie TV, un episodio (2005)
- Something New, regia di Sanaa Hamri (2006)
- Bones – serie TV, un episodio (2006)
- Una donna alla Casa Bianca (Commander in Chief) – serie TV, un episodio (2006)
- Desperate Housewives – serie TV, 2 episodi (2006)
- Shark - Giustizia a tutti i costi (Shark) – serie TV, 3 episodi (2006-2007)
- General Hospital: Night Shift – serie TV, 4 episodi (2007)
- Il tempo della nostra vita (Days of Our Lives) – serie TV, 4 episodi (2007)
- Lie to Me – serie TV, un episodio (2009)
- Avvocati a New York (Raising the Bar) – serie TV, un episodio (2009)
- Franklin & Bash – serie TV, un episodio (2011)
- Parks and Recreation – serie TV, un episodio (2012)
- Vegas – serie TV, un episodio (2012)
- Revenge – serie TV, un episodio (2012)
- Guys with Kids – serie TV, un episodio (2013)
- Modern Family – serie TV, un episodio (2014)
- Dads – serie TV, un episodio (2014)
- Febbre d'amore (The Young and the Restless) – serie TV, 2 episodi (2014)
- Scandal – serie TV, un episodio (2014)
- The Last Ship – serie TV, un episodio (2015)
- Ricomincio da nudo (Naked), regia di Michael Tiddes (2017)

## Doppiatori italiani
Nelle versioni in italiano delle opere in cui ha recitato, Rick Fitts è stato doppiato da:
- Enrico Di Carlo in Santa Barbara
- Sandro Sardone in Top Secret
- Giorgio Locuratolo in Jarod il camaleonte
- Domenico Brioschi in Nip/Tuck
- Bruno Alessandro in Desperate Housewives (ep. 3x02)
- Silvio Anselmo in Desperate Housewives (ep. 3x05)
- Gianluca Tusco in Ricomincio da nudo